# Kevin Richardson
Kevin Scott Richardson (Lexington, Kentucky, USA, 1971. október 3.) amerikai énekes, modell, színész, dalszövegíró. A Backstreet Boys énekese volt 1993-tól 2006-ig, majd 2012-ben ismét csatlakozott.

## Életrajza
Gyerekkorában sakkozott és játszott iskolai színdarabokban. Édesanyja Brian Littrell apjának testvére. Unokatestvére Brian Littrell.

## Magánélete
Felesége Kristin Willits, akit 2000. június 17-én, Kentucky-ban vett el. Közös gyermekük Mason Richardson, aki 2007. július 3-án született.

## Modell karrierje
Modellkedett Versace-nak Ashton Kutcherrel, és a Vogue-nak is.